# Daniela Piedade
Daniela Piedade (teljes neve: Daniela de Oliveira Piedade, São Paulo, 1979. március 2. –) brazil válogatott kézilabdázó, jelenleg a HC Puig d'en Valls játékosa.

## Pályafutása
Piedade Brazíliában kezdett kézilabdázni, Európában 2002 óta játszik. Tíz évet töltött az osztrák Hypo Niederösterreich csapatánál, majd kettőt Szlovéniában az RK Krim Ljubljanában. Ez idő alatt minden évben megnyerte a nemzeti bajnokságot és a kupát, valamint ebben a 12 szezonban pályára lépett a bajnokok ligájában. Legmesszebbre 2008-ban jutott csapatával, amikor elődöntőt játszhattak.
2012 szeptemberében az RK Krim Ljubljana játékosaként egy felkészülési mérkőzésen agyvérzést kapott, elájult, majd kómába esett. Miután magához tért, részleges mozgás- és beszédzavart állapítottak meg nála, de rehabilitációja jól sikerült, és 2013 februárjában a bajnokok ligája középdöntő csoportjában már pályára lépett.
Két szezont töltött Szlovéniában, aztán 2014-ben leigazolta a Siófok KC, szerződése a 2015–2016-os szezon végéig szólt. Szerződése lejárta után a Fehérvár KC csapatában játszott egy évet, majd 2017 őszétől a spanyol HC Puig d'en Valls játékosa.
A brazil válogatottal négy olimpián (2004, 2008, 2012, 2016) is részt vett, legnagyobb sikerét a 2013-as világbajnokságon érte el, amelyet megnyert a csapattal.

## Sikerei
- Osztrák bajnokság győztese: 2004, 2005, 2006, 2007, 2008, 2009, 2010, 2011, 2012
- Osztrák kupa győztes: 2004, 2005, 2006, 2007, 2008, 2009, 2010, 2011, 2012
- Szlovén bajnokság győztese: 2013, 2014
- Szlovén kupa győztes: 2013, 2014
- Világbajnokság győztese: 2013